# Філокл

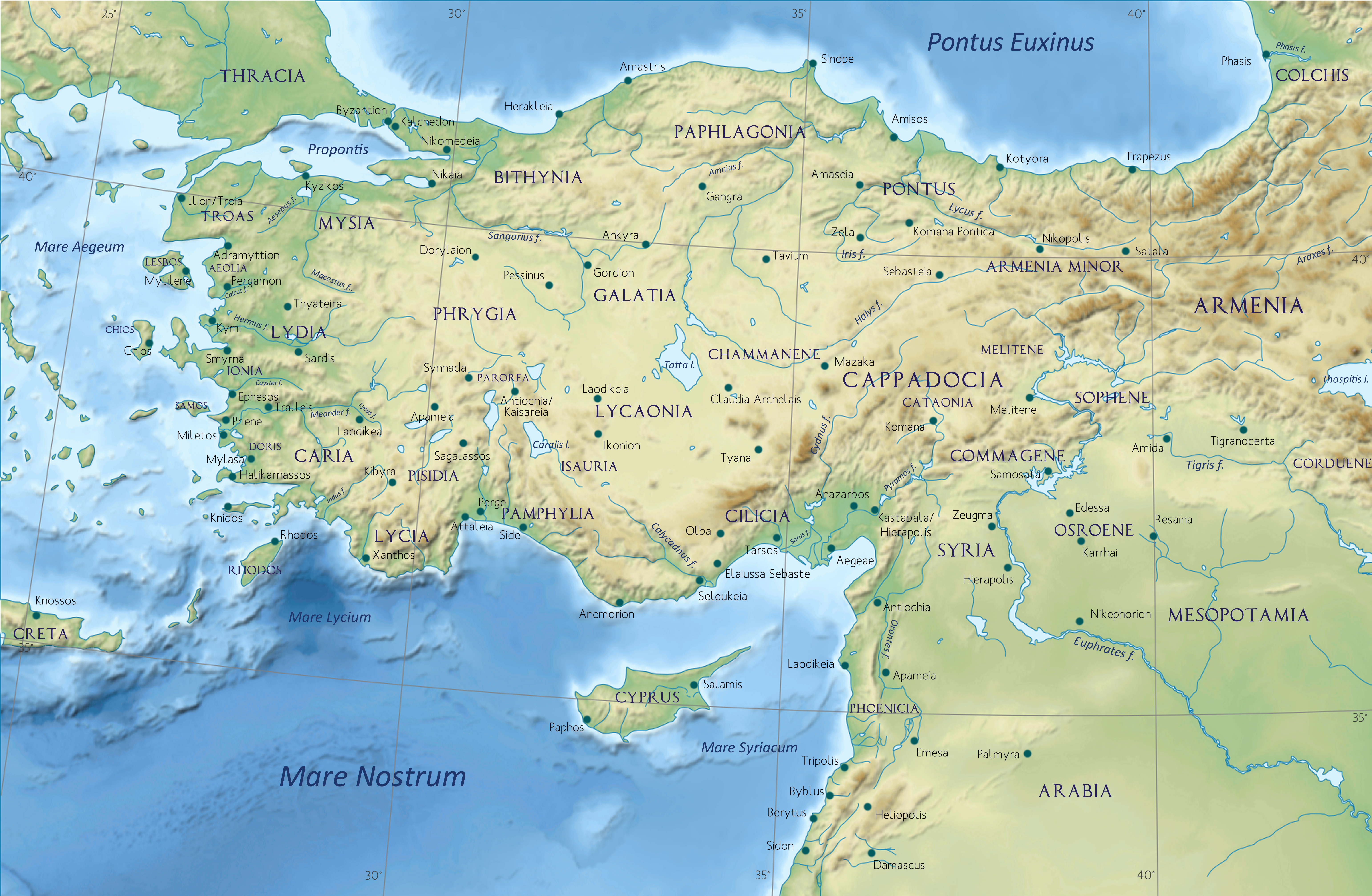
Район діяльності Філокла. Зокрема позначені Сидон (де він був царем) та Самос (де проводив збори Несіотської ліги). Кавн лежав на узбережжі Карії на північний схід від Родоса, Аспенд — між позначеними на карті Перге та Сіде

Філокл — полководець єгипетських царів Птолемея I та Птолемея II, а також цар фінікійського міста Сидон (починаючи з 286/285 р. до н. е.).

## Діяльність на службі Птолемеїв
Про діяльність Філокла як полководця відомо лише два епізоди:
- в одній зі своїх стратегем Полієн розповідає про здобуття карійського міста Кавна (на сході цієї області неподалік від кордону з Лікією). Тут Філокл підкупив окремих міських чиновників, які так організували видачу хліба воякам, що єгиптяни змогли напасти на тимчасово полишене без охорони місто та захопити його. Точно датувати цей епізод наразі не видається можливим, оскільки існують одразу три можливі часові проміжки з відповідним історичним контекстом: у 309 р. до н. е., коли Птолемей I здійснив похід уздовж берегів Лікії та Карії, одним з етапів якого було взяття Кавна (у відповідності до Діодора, в той раз одну з його цитаделей здобули штурмом, а другу примусили до капітуляції); в районі 287—285 рр. до н. е., коли ймовірний володар Кавна Деметрій Поліоркет зазнав краху та втратив останні володіння у східному Середземномор'ї (при цьому приблизно 290 р. до н. е. у Кавні, напевно, карбував монету карійський династ Евполем, так що Деметрій міг і не володіти містом на момент своєї останньої кампанії); під час Карійської війни 280—279 рр. до н. е., коли вже Птолемей II надбав цілий ряд територій в Малій Азії.
- в одному з написів, розміщеному в головному святилищі памфілійського міста Аспенд — храмі Артеміди, аспендійці висловлюють подяку за допомогу проти невідомого нам ворога полководцям Птолемея Філоклу та Леоніду, які з'явилися з військом, навербованим серед самих памфілійців, а також лікійців, пісідійців, критян та греків. У винагороду за допомогу Філокл та його нащадки отримують права громадян Аспенду. Оскільки в тексті Птолемей іменується царем, це не могло відбутись раніше 305 р. до н. е. (при цьому після катастрофічної поразки на Кіпрі у 306 р. до н. е. та до перемоги над Антигоном Однооким в битві при Іпсі у 301 р. до н. е. діяльність єгипетських військ у Малій Азії була вельми ускладнена). Філокл служив єгипетським володарям щонайменше до 280 р. до н .е., а от Леонід у відомих нам джерелах згадується на початку 300-х років до н. е. — у 310-му він намагався відібрати в Антигонідів Західну Кілікію, а в 308-му відплив із Мінда з експедицією до Греції.
Також Філокл згадується (хоч і не як полководець) у контексті діяльності Несіотської ліги — об'єднання, через яке єгипетські царі контролювали острівні поліси Кікладського архіпелагу. Він згадується в напису з Нікурії (невеличкого острова поблизу Аморгоса), що датується періодом від 282 до 280 рр. до н. е. та оповідає про збори островитян у Самосі з приводу участі ліги в проведенні першого свята на честь померлого царя Птолемея І. В діяльності ліги Філокл виступає як один з несіархів (вищих керівних осіб об'єднання).

## Цар Сидона
Відомо, що батька Філокла звали Аполлодор. Незважаючи на такі грецькі імена, ймовірно, насправді вони були фінікійцями та походили із царського роду Сидона. У 315 р. до н. е. Антигон Одноокий відібрав у Птолемея Фінікію, проте єгипетський сатрап встиг вивести до себе та використовувати в подальшому флоти фінікійських міст, що пояснює появу фінікійців серед його військовиків.
Навіть після загибелі Антигона у 301 р. до н. е. його син Деметрій Поліоркет і далі утримував мережу приморських фортець у східному Середземномор'ї. Приблизно 295 р. до н. е. він вирушив до Македонії та захопив її престол, що надало можливість Птолемею перейти в наступ у своєму регіоні. Точна дата оволодіння ним Сидоном невідома, проте під 286/285 р. до н. е. вперше зустрічається згадка про Філокла як царя сидонян. Ймовірно, оволодівши містом, Птолемей передав трон своєму соратнику. Що стосується зазначеного напису, то в ньому афіняни висловлюють подяку Філоклу, нагороджують золотою короною та надають йому та його нащадкам права афінських громадян.
Філокл є останнім відомим нам царем Сидона, після його смерті керували рабі (грецькою — архонти) та суфекти. Останні вже з 275 року до н.е. допомагали Філоклу або були наглядачами за міськими справами з боку Птолемеїв.

## Філокл як жертвуватель
Кілька написів показують діяльність Філокла як жертвувателя:
- ймовірно, саме він двічі згадується в зв'язку із внесенням коштів на відбудову міста Фіви, проголошену македонським правителем Кассандром у 316 р. до н. е. В одному випадку Філокл пожертвував 100 талантів, у другому — невизначену суму в александрійських талантах;
- припускають, що саме від нього було зроблене приношення золотої корони у храм Аполлона на острові Делос — про неї згадується в одному з делоських написів, де поряд також зазначаються приношення від царя Птолемея та Поліклета (ще одного наварха єгипетського володаря). Напис відноситься до 280 р. до н. е., проте коли саме зроблені пожертви невідомо.